# ГЕС Zhǎngtán
ГЕС Zhǎngtán (长潭水电站) — гідроелектростанція на півдні Китаю у провінції Гуандун. Використовує ресурс із річки Shikuhe, лівої притоки Мейцзян, котра в свою чергу є правою твірною річки Ханьцзян (впадає до Південно-Китайського моря на північній околиці міста Шаньтоу).
В межах проекту річку перекрили бетонною гравітаційною греблею висотою 71 метр, довжиною 206 метрів та шириною по гребеню 6 метрів. Вона утримує водосховище з об’ємом 172 млн м3 та нормальним рівнем поверхні на позначці 148 метрів НРМ.
Основне обладнання електростанції становлять чотири турбіни типу Френсіс потужністю по 15 МВт, які забезпечують виробництво 154 млн кВт-год електроенергії на рік. Крім того, встановлена ще одна турбіна того ж типу потужністю 4 МВт, яка працює при напорі у 42 метра.